# Andy Soucek
Andy Christian Soucek (Madrid, España, 14 de junio de 1985) es un piloto de automovilismo español. Tras ganar la Fórmula 2 de Palmer, llegó a ser tercer piloto de Virgin Racing en la primera parte de la temporada 2010 de Fórmula 1 y ha sido el primer piloto español oficial de Bentley en GTs desde 2015 hasta 2020. Desde 2023 es director comercial del Circuito de las Américas.

## Carrera

### Karting
Impulsado por su padre, el expiloto austriaco Dieter Soucek, quien compitió en España en diversos años de la Copa Nacional Renault, Andy comienza su carrera en el karting en 1997, en ese año participa en el Campeonato Español de Karting y en el Campeonato de Madrid, quedando quinto y tercero respectivamente. Seguiría en diferentes campeonatos nacionales y europeos de karting hasta 2001, año en el que ingresa a la Fórmula Ford (o Novis) portuguesa terminando octavo. 

### Fórmula 3 Española
Desde 2002 hasta 2005 participa en a Fórmula 3 Española, primero con el equipo español Racing Engineering donde obtuvo el 8.º puesto del campeonato, al año siguiente queda en el 4.º puesto corriendo para el equipo de Emilio de Villota. En 2004 sigue en el equipo EV Racing pero no disputa la última ronda con ellos ya que pasa a competir con GTA Motor Competición repitiendo al final de la temporada el cuarto lugar. Un año después se proclama campeón de la Fórmula 3 española con el equipo Llusià Racing habiendo conseguido al fin sus primeras victorias en los circuitos españoles. Gracias a una melé en la carrera final, consiguió arrebatarle el título a José Manuel Pérez-Aicart.

### Fórmula Renault 3.5 Series
Para 2006 Soucek asciende a la Fórmula Renault 3.5 Series compitiendo para el equipo Interwetten Racing. Logró una victoria en Turquía y siete podios en total, terminando en el 4.º lugar del campeonato habiendo sido uno de los favoritos para llevárselo.

### GP2 Series

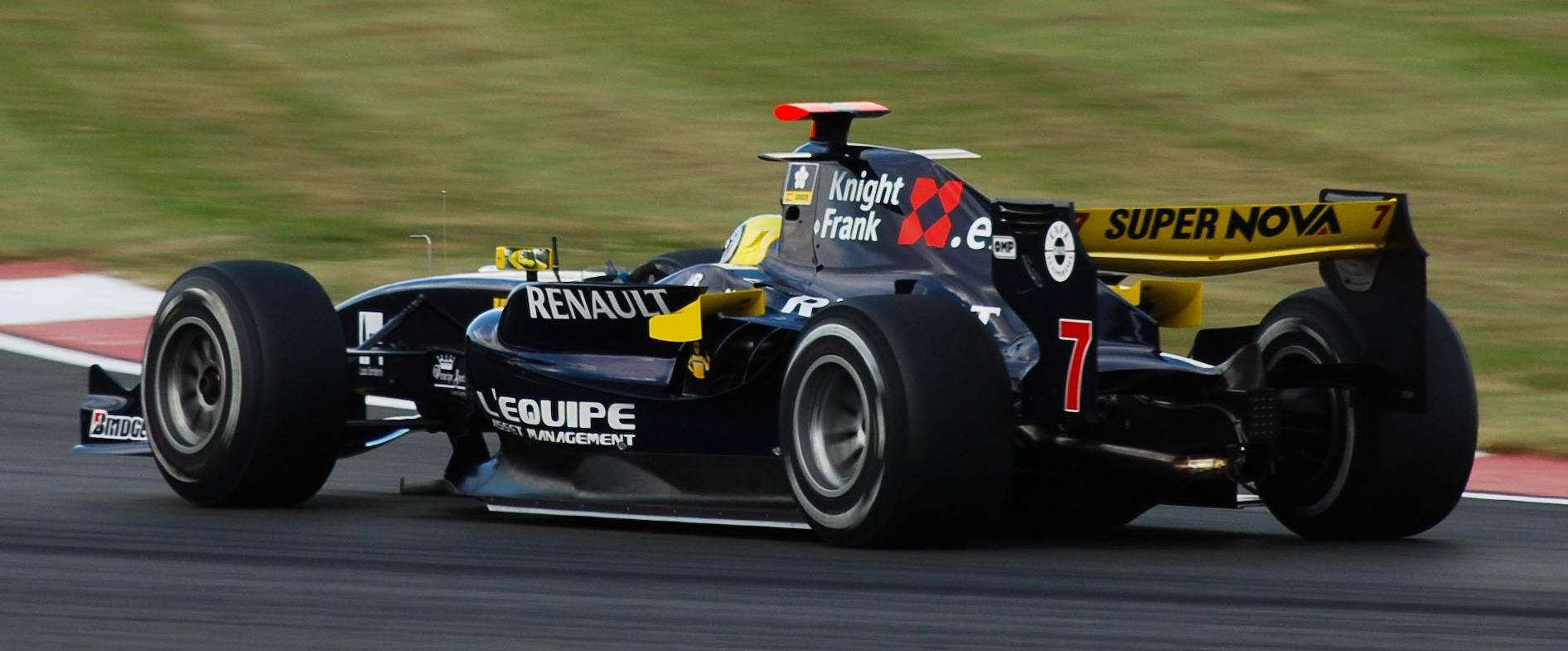
Soucek en Silverstone con un GP2. (2008)

En 2007 es confirmado por la escudería de GP2 Series David Price Racing para correr la tercera temporada de esta competición junto al danés Christian Bakkerud. Termina 16.º clasificado, con 15 puntos y 2 podios. 
Inicia 2008 disputando la GP2 Asia Series con el equipo David Price Racing logrando en la primera carrera un podio al acabar 3.º pero es sustituido por Diego Nunes tras el primer meeting en Dubái, tras conocerse su fichaje por el equipo FMS International para disputar la GP2 Europea. 
Para la Temporada 2008 de GP2 Series firma para disputar la GP2 europea con el equipo FMS, propiedad de Giancarlo Fisichella teniendo como compañero de equipo a Adrián Vallés. Pero a falta de cuatro días para el comienzo de la competición, el equipo rescinde unilateralmente el contrato que les unía sin dar argumento válido alguno, sustituyéndole por Roldán Rodríguez. Soucek se quedó sin posibilidad de encontrar otro asiendo para esa primera ronda, y demandó al equipo FMSI por incumplimiento de contrato. Firmó para la segunda cita de Turquía con el equipo Super Nova Racing en sustitución de Christian Bakkerud debido a una lesión del piloto danés. Para la siguiente carrera en Mónaco corrió con su antiguo equipo DPR, en sustitución de Giacomo Ricci consiguiendo una sexta posición en la segunda carrera de Mónaco que le valió para obtener sus primeros puntos de la temporada. Posteriormente el equipo Super Nova Racing decidió volver a llamarle pero en esa ocasión con el fin de ficharle para el resto de la temporada debido a que Bakkerud volvió a recaer en su lesión. Logró un podio durante esa temporada.

### Superleague Formula

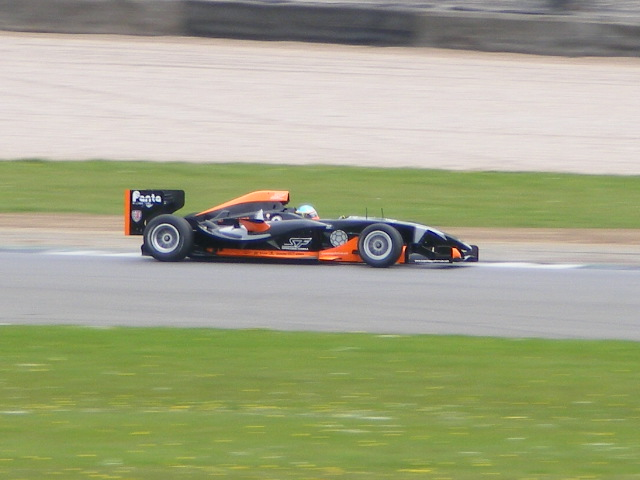
Soucek en probando un Superleague Fórmula. (2008)

En 2008 participó en la carrera inaugural de la Superleague Formula celebrada en Donington Park defendiendo los colores del Corinthians brasileño, sustituyendo al piloto titular Antônio Pizzonia. El 18 de septiembre de 2008 se hizo oficial que disputaría las demás carreras con el monoplaza del Club Atlético de Madrid, que se incorpora a esta disciplina. sin lograr grandes resultados.
Después de su salida de la F1, Soucek volvería a esta competición, aunque poco antes de irse de Virgin, ya había corrido una ronda. Compitió con varios clubes, sus mejores resultados serían 3 terceros puestos.
En 2011 corre con el Galatasaray y con en Atlético de Madrid en las 2 rondas que se disputaron antes de cancelarse el campeonato.

### FIA Fórmula 2
En 2009 disputó el campeonato de Fórmula 2, realizando una espectacular temporada. Finalmente se proclamó vencedor de su primer campeonato internacional el 19 de septiembre de 2009 a falta de 3 carreras (La segunda de Imola y las dos de Barcelona) por disputarse.

### Fórmula 1
A principios de 2010, aparecen rumores de que Soucek está en conversaciones con varias escuderías entre ellos, la española Campos Meta o la americana USF1 para disputar el Campeonato Mundial de Fórmula 1 en la temporada 2010. El 21 de febrero de 2010, se confirma que Andy sería uno de los pilotos de pruebas del equipo Virgin Racing. El 11 de agosto se desvincularía de ellos para poder seguir compitiendo en otras categorías. Unas semanas más tarde anunció que participaría en la Superleague Fórmula.
A pesar de no haberse llegado a subir al Virgin en ninguna ocasión, Andy si llegó a pilotar un Toyota F1 y un Williams.

### Iniciación en los GT y piloto Bentley
Volvió a las pistas en octubre de 2012 para disputar la fecha de Navarra de la Blancpain Endurance Series con un McLaren MP4-12C del equipo Boutsen Ginion de la clase Pro. En 2013 fue piloto titular de ART en la Blancpain corriendo nuevamente con un McLaren MP4-12C, en este caso junto a Mike Parisy y Antoine Leclerc, logrando dos podios en cinco carreras. Así, quedó 12.º en el campeonato de pilotos de la clase Pro y sexto en el campeonato de equipos. Además, disputó una fecha del Campeonato FIA GT con un McLaren del equipo MRS, acompañado de Oliver Turvey.
En 2014 competiría durante todo el año en la Blancpain Endurance Series y disputaría las dos últimas pruebas de la Blancpain Sprint Series, para ART Grand Prix con el McLaren MP4-12C y para Beechdean Aston Martin Racing con el Aston Martin V12 Vantage, respectivamente.  Durante el evento Autosport International celebrado en Birmingham se anunció que formaría parte del Bentley Team M-Sport para la temporada 2015 de la Blancpain Endurance Series, siendo así piloto oficial de la marca. Debutaría con Bentley Team M-Sport en las 12h de Bathurst, junto con Maximilian Buhk y Harold Primat. De esta manera, se convertiría en el primer español en competir en esta prestigiosa prueba. Tendría que abandonar la carrera después de sufrir una avería al colisionar con un rival.

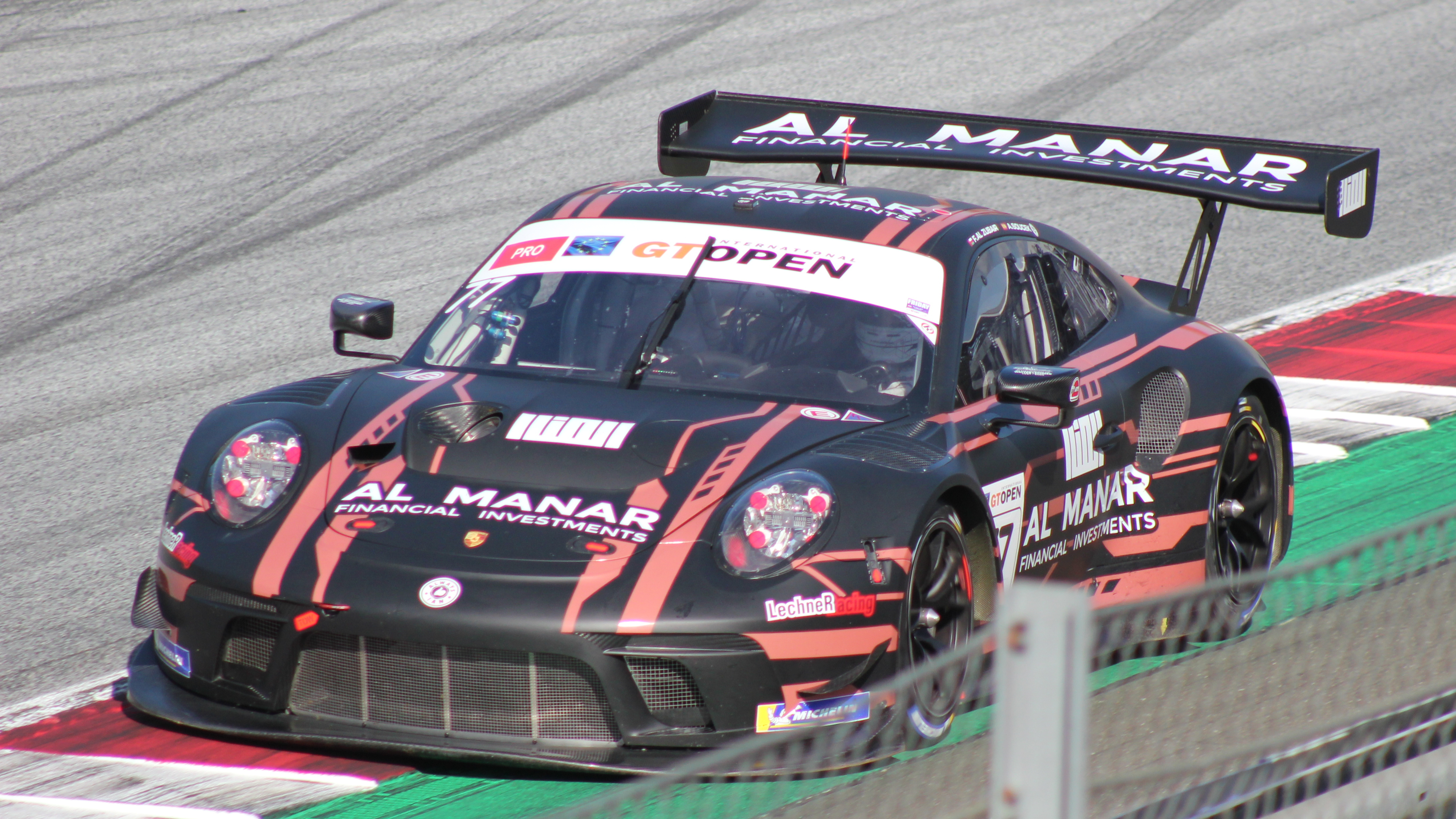
Soucek en el Red Bull Ring en el GT Open. (2021)

En 2016 vuelve a participar con la misma escudería donde consigue ser tercero en el campeonato, llevándose una merecida victoria en las 12 horas de Spa-Francorchamps. También disputa la temporada entera de Blancpain GT Series Sprint Cup, donde esta vez empieza a lo grande, llevándose la primera carrera del año disputada en Misano. Consiguió 2 podios más y terminó el campeonato en octava plaza junto a su compañero de coche Maxime Soulet. En 2017 se proclamó subcampeón de la Endurance junto a sus compañeros Vincent Abril y Maxime Soulet.
En 2018 Bentley le llevó a los Estados Unidos con el K-PAX Racing para disputar la Pirelli World Challenge Sprint X, en la siguiente temporada se proclamó subcampeón de la Blancpain GT World Challenge America en la categoría Pro con ellos. Repitió plan europeo con el M-Sport ese año, pero para 2020 cambiaría la estructura europea también al K-PAX, justo antes de anunciarse que Bentley cerraría su programa de competición para 2021 por lo que Andy debía buscarse un nuevo asiento.

### International GT Open
Decidió disputar el International GT Open con Lechner Racing, proclamándose vencedor de 4 carreras con su compañero Al Faisal Al Zubair, quedando ambos subcampeones de la temporada 2021.

## Resumen de carrera
| Temporada | Categoría                                  | Equipo                 | Carreras      | Victorias     | Poles         | VR            | Podios        | Puntos        | Pos.          |               |
| --------- | ------------------------------------------ | ---------------------- | ------------- | ------------- | ------------- | ------------- | ------------- | ------------- | ------------- | ------------- |
| 2001      | Fórmula Novis Portugal                     | Azteca Motorsport      | ?             | ?             | ?             | ?             | ?             | ?             | 8.º           |               |
| 2002      | Campeonato de España de F3                 | Racing Engineering     | 13            | 0             | 1             | 0             | 1             | 118           | 8.º           |               |
| 2003      | Campeonato de España de F3                 | EV Racing              | 13            | 0             | 1             | 0             | 3             | 136           | 4.º           |               |
| 2004      | Campeonato de España de F3                 | EV Racing              | 6             | 0             | 0             | 0             | 2             | 74            | 4.º           |               |
| 2004      | Campeonato de España de F3                 | GTA Motor Competición  | 8             | 0             | 1             | 1             | 2             | 74            | 4.º           |               |
| 2005      | Campeonato de España de F3                 | Llusià Racing          | 15            | 3             | 2             | 1             | 7             | 112           | 1.º           |               |
| 2006      | Fórmula Renault 3.5 Series                 | Interwetten.com        | 17            | 1             | 1             | 0             | 6             | 99            | 4.º           |               |
| 2007      | GP2 Series                                 | David Price Racing     | 21            | 0             | 0             | 0             | 2             | 15            | 16.º          |               |
| 2008      | GP2 Asia Series                            | David Price Racing     | 2             | 0             | 0             | 0             | 1             | 6             | 14.º          |               |
| 2008      | GP2 Series                                 | Super Nova Racing      | 16            | 0             | 0             | 0             | 1             | 14            | 14.º          |               |
| 2008      | GP2 Series                                 | David Price Racing     | 2             | 0             | 0             | 0             | 0             | 14            | 14.º          |               |
| 2008      | Superleague Fórmula                        | SC Corinthians         | 2             | 0             | 0             | 0             | 0             | 264           | 9.º           |               |
| 2008      | Superleague Fórmula                        | Atlético de Madrid     | 9             | 0             | 0             | 3             | 0             | 132           | 18.º          |               |
| 2009      | Campeonato de Fórmula Dos de la FIA        | Motorsport Vision      | 16            | 7             | 2             | 3             | 11            | 115           | 1.º           |               |
| 2010      | Fórmula 1                                  | Virgin Racing          | Tercer piloto | Tercer piloto | Tercer piloto | Tercer piloto | Tercer piloto | Tercer piloto | Tercer piloto | Tercer piloto |
| 2010      | Superleague Fórmula                        | Sporting CP            | 5             | 0             | 0             | 0             | 1             | —             | —             |               |
| 2010      | Superleague Fórmula                        | Galatasaray S.K.       | 2             | 0             | 0             | 1             | 0             | —             | —             |               |
| 2010      | Superleague Fórmula                        | CR Flamengo            | 4             | 0             | 0             | 0             | 1             | —             | —             |               |
| 2011      | Superleague Fórmula                        | Galatasaray S.K.       | 2             | 0             | 0             | 0             | 0             | —             | —             |               |
| 2011      | Superleague Fórmula                        | Atlético de Madrid     | 2             | 0             | 0             | 0             | 0             | —             | —             |               |
| 2012      | Blancpain Endurance Series - GT3 Pro Cup   | Boutsen Ginion Racing  | 1             | 0             | 0             | 0             | 0             | 4             | 25.º          |               |
| 2013      | Blancpain Endurance Series - GT3 Pro Cup   | ART Grand Prix         | 4             | 0             | 0             | 0             | 2             | 41            | 5.º           |               |
| 2013      | FIA GT Series - Pro                        | MRS GT Racing          | 2             | 0             | 0             | 0             | 0             | Invitado      | Invitado      |               |
| 2014      | Blancpain Endurance Series - Pro Cup       | ART Grand Prix         | 5             | 0             | 0             | 0             | 2             | 48            | 8.º           |               |
| 2014      | Blancpain GT Series - Sprint Pro Cup       | Beechdean AMR          | 4             | 0             | 0             | 0             | 2             | 36            | 9.º           |               |
| 2015      | Blancpain Endurance Series - GT3 Pro Cup   | Bentley M-Sport        | 5             | 0             | 0             | 0             | 0             | 31            | 10.º          |               |
| 2015      | GT Asia - GT3                              | Bentley M-Sport        | 4             | 0             | 0             | 1             | 1             | 16            | 33.º          |               |
| 2015      | 12 Horas de Sepang                         | Bentley M-Sport        |               |               |               |               |               |               | 5.º           |               |
| 2015      | 12 Horas de Bathurst - Clase A             | Bentley M-Sport        |               |               |               |               |               |               | DNF           |               |
| 2016      | Blancpain Endurance Series                 | Bentley M-Sport        | 5             | 0             | 0             | 0             | 1             | 59            | 3.º           |               |
| 2016      | Blancpain GT Series Sprint Cup             | Bentley M-Sport        | 10            | 1             | 0             | 0             | 3             | 47            | 8.º           |               |
| 2016      | Intercontinental GT Challenge              | Bentley M-Sport        | 2             | 0             | 0             | 0             | 1             | 25            | 7.º           |               |
| 2017      | Blancpain GT Series Endurance Cup - Pro    | Bentley M-Sport        | 5             | 1             | 0             | 0             | 2             | 79            | 2.º           |               |
| 2017      | Blancpain GT Series Sprint Cup             | Bentley M-Sport        | 9             | 0             | 0             | 0             | 0             | 4             | 23.º          |               |
| 2017      | Intercontinental GT Challenge              | Bentley M-Sport        | 2             | 0             | 0             | 0             | 1             | 20            | 7.º           |               |
| 2018      | Blancpain GT Series Endurance Cup          | Bentley M-Sport        | 5             | 0             | 0             | 0             | 1             | 17            | 26.º          |               |
| 2018      | Intercontinental GT Challenge              | Bentley M-Sport        | 4             | 0             | 0             | 0             | 0             | 16            | 15.º          |               |
| 2018      | Pirelli World Challenge Sprint X - GT Pro  | Bentley K-PAX Racing   | 8             | 0             | 0             | 0             | 1             | 90            | 11.º          |               |
| 2019      | Blancpain GT World Challenge America - Pro | Bentley K-PAX Racing   | 14            | 4             | 3             | 3             | 12            | 170           | 2.º           |               |
| 2019      | Blancpain GT Series Endurance Cup - Pro    | Bentley M-Sport        | 5             | 0             | 0             | 0             | 0             | 17            | 15.º          |               |
| 2019      | Intercontinental GT Challenge              | Bentley M-Sport        | 4             | 0             | 0             | 0             | 1             | 10            | 25.º          |               |
| 2020      | GT World Challenge Europe Endurance Cup    | Bentley K-PAX Racing   | 4             | 0             | 0             | 0             | 0             | 9             | 17.º          |               |
| 2020      | Intercontinental GT Challenge              | Bentley K-PAX Racing   | 1             | 0             | 0             | 0             | 0             | 1             | 21.º          |               |
| 2020      | 24 Horas de Nürburgring                    | Team Mathol Racing EV  |               |               |               |               |               |               | 41.º          |               |
| 2021      | International GT Open - Pro Cup            | Lechner Racing         | 14            | 4             | 4             | 1             | 10            | 128           | 2.º           |               |
| 2021      | 24 Horas de Nürburgring                    | Teichmann Racing       |               |               |               |               |               |               | 55.º          |               |
| 2022      | Nürburgring Endurance Series - SP9         | Walkenhorst Motorsport | 3             | ?             | ?             | ?             | ?             | ?             | ?             |               |
| 2022      | 24 Horas de Nürburgring                    | Walkenhorst Motorsport |               |               |               |               |               |               | NF            |               |
| 2023      | Nürburgring Endurance Series - SP9         | Walkenhorst Motorsport | 1             | 0             | 1             | 0             | 0             | 0             | NC            |               |
| 2023      | 24 Horas de Nürburgring                    | Walkenhorst Motorsport |               |               |               |               |               |               | NF            |               |
| Fuente:   |                                            |                        |               |               |               |               |               |               |               |               |

## Resultados

### Fórmula Renault 3.5 Series
(Clave) (negrita indica pole position) (cursiva indica vuelta rápida)

| Año  | Escudería       | 1         | 2       | 3        | 4     | 5        | 6       | 7       | 8       | 9       | 10       | 11      | 12      | 13      | 14      | 15        | 16      | 17       | Pos. | Puntos |
| ---- | --------------- | --------- | ------- | -------- | ----- | -------- | ------- | ------- | ------- | ------- | -------- | ------- | ------- | ------- | ------- | --------- | ------- | -------- | ---- | ------ |
| 2006 | Interwetten.com | ZOL 1 Ret | ZOL 2 5 | MON 1 10 | IST 1 | IST 2 12 | MIS 1 2 | MIS 2 5 | SPA 1 3 | SPA 2 3 | NÜR 1 12 | NÜR 2 3 | DON 1 4 | DON 2 5 | LMS 1 7 | LMS 2 Ret | CAT 1 2 | CAT 2 NC | 4.º  | 101    |

### GP2 Series
(Clave) (negrita indica pole position) (cursiva indica vuelta rápida puntuable)

| Año  | Escudería          | 1   | 1   | 2   | 2   | 3   | 3   | 4   | 4   | 5   | 5   | 6   | 6   | 7   | 7   | 8   | 8   | 9   | 9   | 10  | 10  | 11  | 11  | Pos. | Puntos | Ref.   |
| ---- | ------------------ | --- | --- | --- | --- | --- | --- | --- | --- | --- | --- | --- | --- | --- | --- | --- | --- | --- | --- | --- | --- | --- | --- | ---- | ------ | ------ |
| 2007 | David Price Racing | SAK | SAK | BAR | BAR | MON | MON | MAG | MAG | SIL | SIL | NÜR | NÜR | BUD | BUD | EST | EST | MNZ | MNZ | SPA | SPA | VAL | VAL | 16.º | 15     | [ 27 ] |
| 2007 | David Price Racing | 12  | 9   | 14  | Ret | 14  | 14  | 13  | 10  | Ret | 20  | Ret | 13  | 12  | Ret | Ret | Ret | Ret | 7   | 6   | 2   | 6   | 3   | 16.º | 15     | [ 27 ] |
| 2008 |                    | BAR | BAR | EST | EST | MON | MON | MAG | MAG | SIL | SIL | HOC | HOC | BUD | BUD | VAL | VAL | SPA | SPA | MNZ | MNZ |     |     | 14.º | 14     | [ 28 ] |
| 2008 | Super Nova Racing  |     |     | 19  | Ret |     |     | 13  | Ret | 12  | Ret | 7   | Ret | 8   | 2   | 7   | Ret | 6   | Ret | 9   | 18  |     |     | 14.º | 14     | [ 28 ] |
| 2008 | David Price Racing |     |     |     |     | 13  | 6   |     |     |     |     |     |     |     |     |     |     |     |     |     |     |     |     | 14.º | 14     | [ 28 ] |

### GP2 Asia Series
(Clave) (negrita indica pole position) (cursiva indica vuelta rápida puntuable)

| Año  | Escudería          | 1    | 1    | 2   | 2   | 3   | 3   | 4   | 4   | 5    | 5    | Pos. | Puntos | Ref.   |
| ---- | ------------------ | ---- | ---- | --- | --- | --- | --- | --- | --- | ---- | ---- | ---- | ------ | ------ |
| 2008 | David Price Racing | YMC1 | YMC1 | SEN | SEN | KUA | KUA | SAK | SAK | YMC2 | YMC2 | 14.º | 6      | [ 29 ] |
| 2008 | David Price Racing | 3    | 7    |     |     |     |     |     |     |      |      | 14.º | 6      | [ 29 ] |

### Campeonato de Fórmula Dos de la FIA
(Clave) (negrita indica pole position) (cursiva indica vuelta rápida)

| Año  | Escudería         | 1   | 1   | 2   | 2   | 3   | 3   | 4   | 4   | 5   | 5   | 6   | 6   | 7   | 7   | 8   | 8   | Pos. | Puntos |
| ---- | ----------------- | --- | --- | --- | --- | --- | --- | --- | --- | --- | --- | --- | --- | --- | --- | --- | --- | ---- | ------ |
| 2009 | MotorSport Vision | VAL | VAL | BRN | BRN | SPA | SPA | BRH | BRH | DON | DON | OSC | OSC | IMO | IMO | BAR | BAR | 1.º  | 115    |
| 2009 | MotorSport Vision | Ret | 4   | 17  | 1   | 4   | 2   | 2   | 1   | 1   | 4   | 1   | 2   | 3   | 1   | 1   | 1   | 1.º  | 115    |